# Vuurtje van Leek
Het Vuurtje van Leek is een lichtopstand, in de vorm van een gasketel, bij de Leekerhoek voor het scheepvaartverkeer op het Markermeer.
De lichtopstand bevindt zich even ten zuiden van Oosterleek in een haakse bocht van de Zuiderdijk langs het Markermeer. Het torentje werd in 2001 gebouwd ter vervanging van een soortgelijk exemplaar, dat sinds 1939 op deze plaats heeft gestaan. Ook voor 1939 was er al een waarschuwingslicht op deze plaats.
In het kader van het project Land in dicht is er op de ronde groene ketel met zwarte letters een citaat uit een brief van Emily Dickinson aangebracht: "We wouldn't mind the sun, dear, if it didn't set -". Aan de andere zijde van de toren is de vertaling van Louise van Santen in witte letters aangegeven: "De zon zou ons niet kunnen schelen, lief, als zij niet onderging -".
In 2013 werd het torentje opnieuw geschilderd, ditmaal wit. In eerste instantie werd daarbij de tekst overgeschilderd. Later is de tekstregel opnieuw aangebracht.

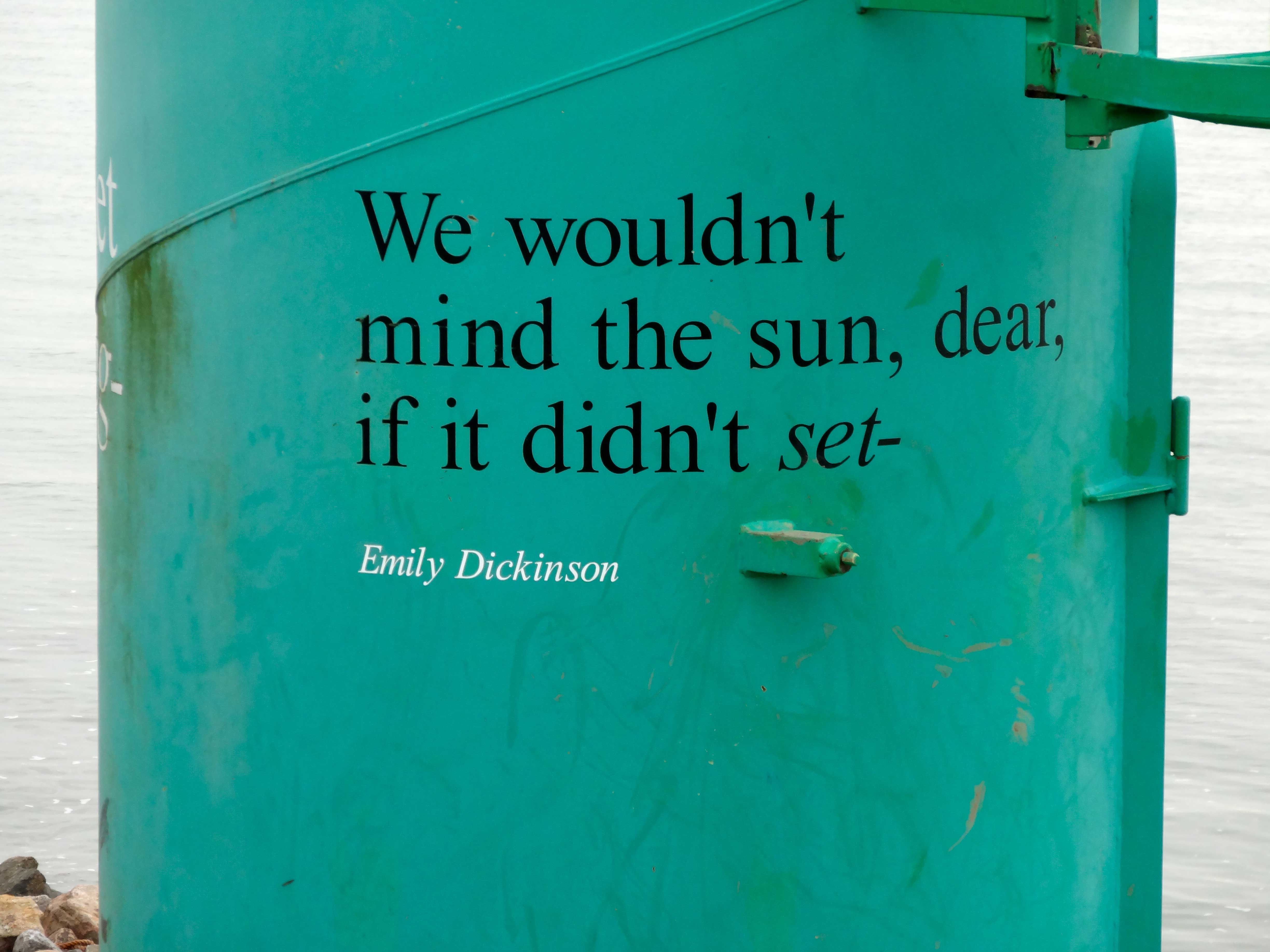
Tekst Emily Dickinson
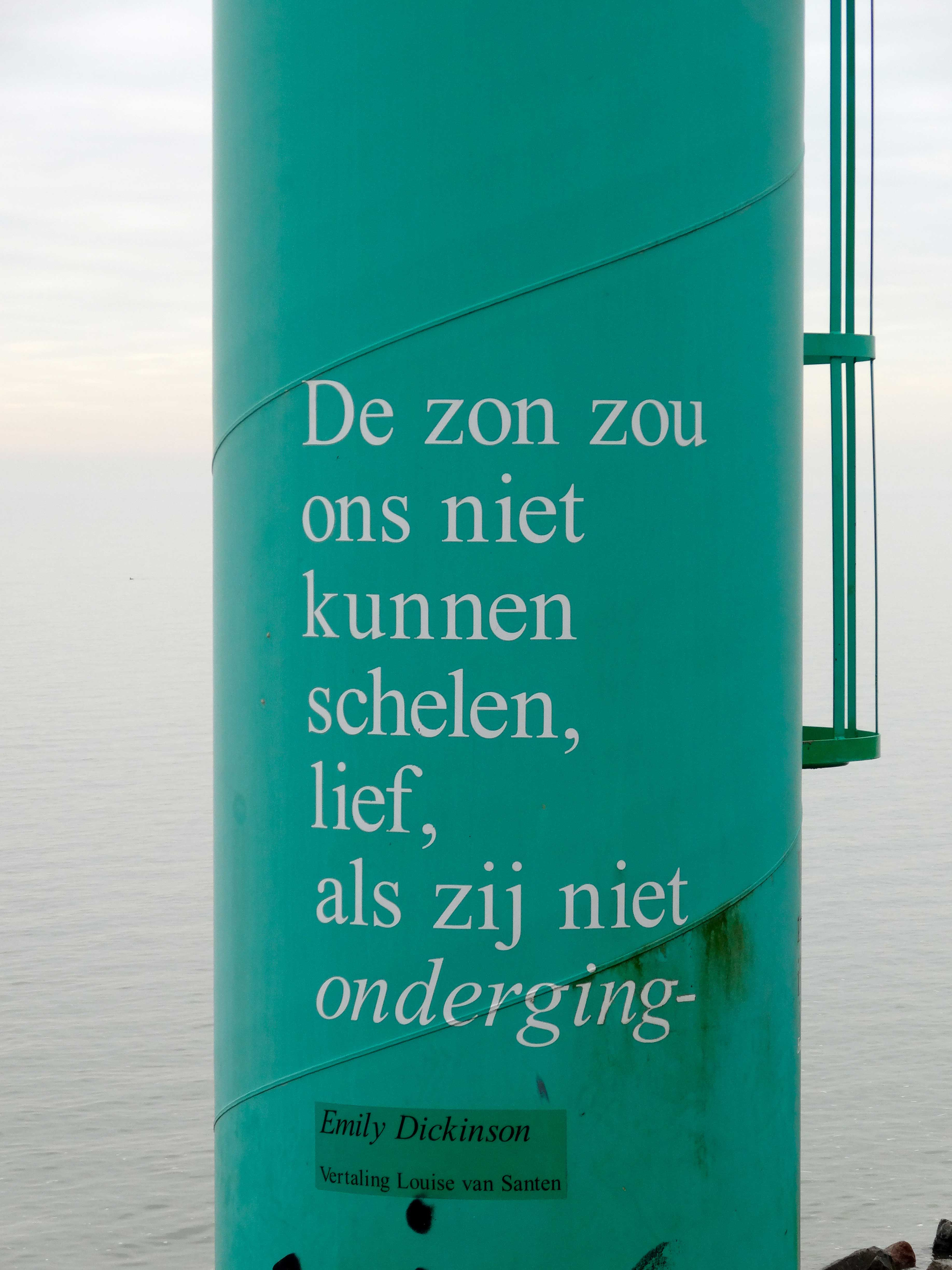
Vertaling Louise van Santen